# Еумен II
Еумен II (грч. Εὐμένης Βʹ), презимена Сотер што значи „Спасилац“, је био владар Пергама, син Атала I и краљице Аполоне и члан династије Аталид. Владао је од 197-159. п. н. е.

## Биографија
Био је најстарији  од четворо синова Атала I и краљице Аполоне, верује се да је рођен пре 220. п. н. е. Ишао је корацима његовог оца, када је ступио на престо,  сарађивао је са Римљанима  и супротставио се  македонској а после и селеукидској експанзији према Егеју, што је довело до пораза Антиоха „Великог“ у бици за Магнезију 190. п. н. е. Одбио је да се ожени ћерком Антиоха III, када је сазнао да ће се Селеукидско царство сукобити са Римом. Потом се оженио Стратоником од Пергама, ћерком Аријарата IV (Краљ Кападокије). Заједно су имали сина Атала III.

## Експанзија краљевства
Еумен је пратећи кораке свог оца, помагао Римљанима кад год је могао, прво у римско-селеукидском рату, слао је свог брата Атала II као преговарача и дипломату. Успешно је пружио подршку Римљанима у бици за Магнезију, где је Антиох III поражен. Потом је помогао Римљанима у рату против Набиса, и на крају у трећем македонском рату, где је помогао Римљанима да поразе македонску и тракијску војску у бици за Калинику против Персеја од Македоније. Потом је био у рату са краљем Битиније, Прусијем I, године 183. п. н. е., иако је био поражен, добио је римску подршку и битка се завршила његовом победом.
После апамеанског мира, године 188. п. н. е., је придобио територије Фригије, Лидије, Писидије, Памфилије и делове Ликије од Римљана. Поделом Мале Азије између њихових савезника, Родоса и Пергама, Римљани су се постарали да ниједна држава не постане превише моћна у тој регији. Римљани су такође успели да остани умешани у афере хеленске политике у тој регији.

## Пропаст дипломатских односа са Римом
Римљани су сумњали да прави завере са Персејем од Македоније. Године 167. п. н. е., Римљани су покушали да изведу пуч и да на престо ставе Еуменовог брата Атала II. Када је Еуменово здравље почело да слаби, његов брат Атал II је ступио на власт као регент, године 160. п. н. е. Пошто је Еуменов син Атал III био сувише млад да влада, његов брат је ступио на престо и оженио се његовом женом Стратоником, године 158. п. н. е.

## Заоставштина
Једна од Еуменових великих достигнућа јесте проширење Пергамске библиотеке и изградња стое у атинском акропољу.